# CBS Reality
CBS Reality (anteriormente chamado Reality TV entre 2002 e 2006 e Zone Reality entre 2006 e 2012), é um canal dedicado a vida real, transmitindo urgências médicas, salvamentos, catástrofes e alguns documentários.

## Programas da Zone Reality
- Birth Stories - Programa em que os técnicos da Zone Reality acompanham senhoras grávidas, ao longo do período de gestação.

- Saving Kids - Programa de salvamento de crianças (alguns com problemas muito sérios).

- Animal Miracles - Programa em que os animais de estimação de pessoas, são os heróis do programa. Por exemplo: uma pessoa é assaltada e o seu cão "ataca" o ladrão.

- Unexplaind Misteries - Programa que resolve mistérios não resolvidos, vistos pelas pessoas.

- Haunted Homes - Programa em que o Zone Reality tem uns peritos, que vão às casas das pessoas onde dizem que ela está assombrada, e tiram-lhe os espíritos nelas existentes (são tirados pela perita Mia Dolan).

- Cheaters - Programa onde uma pessoa acha que o seu marido (ou mulher) está a traí-lo. A Zone Reality tem um detective que investiga o caso. Na maior parte das vezes, a pessoa está a ser mesmo traída, acabando assim a relação.

- Skeleton Stories

- Women Behind Bars

- Exchanging Vows

- Cheaters

- Storm Stories

- Disasters of the century

- Animal Rescue - Programa de salvamento de animais.

- Little Miracles

- Paramedics

- Medical Dectectives

- Missing Persones Unit - Salvamento de Pessoas desaparecidas.

- Over The Edge - Pessoas que conseguem fazer coisas incríveis.

- Surviving in the Wild

- Jane Goldman Investigates